# アンドロス島 (バハマ)

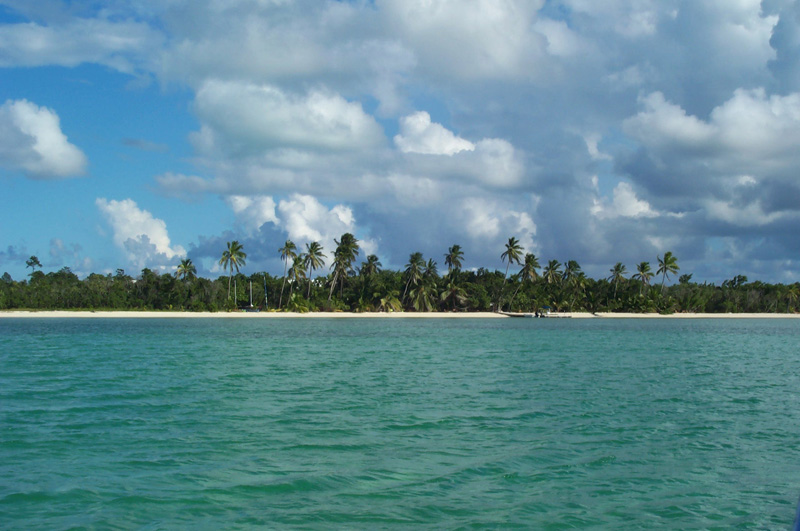
アンドロス島の海岸

アンドロス島（アンドロスとう、Andros Island）は、西インド諸島はバハマにある島。面積2,323km2で、バハマ諸島の中では一番大きな島である。首都のあるニュープロビデンス島の西方に位置する。

## 概要
アンドロス島は石灰岩からなるサンゴの島で、マングローブの泥地があり、クリークも多く見られる。島の東側は延長225Kmのアンドロス・バリア・リーフ(Andros Barrier Reef)になっている。
人口は約10,000人。島最大の町は人口800人のニコルズ・タウン（Nicholl's Town）。空港は北部のサン・アンドロス(San Andros)と中部のアンドレス・タウン(Andres Town)、南部のコンゴ・タウン(Congo Town)の3ヶ所にある。
主な見所はモーガンズ・ブラフ（Morgan's Bluff）で、海賊ヘンリー・モーガンが財宝を隠したと言われている場所。北部のレッド・ベイズ（Red Bays）にはアメリカのフロリダから逃亡した黒人奴隷とセミノール族の子孫が暮らす。

## 歴史
1550年にスペイン人が到来し、"La Isla Del Espiritu Santo"（聖なる精神の島）と呼んだ。島には先住民のルカヤン族が定住していたが、白人との戦いや伝染病、それにスペイン人が彼等を奴隷として酷使したことなどにより、やがて絶滅してしまった。1782年に島はサン・アンドロス(San Andros)として地図に現れている。
現名はバルバドスのイギリス軍の指揮官であり、またニューイングランド王領の総督であったエドマンド・アンドロス（Sir Edmund Andros 、1637年-1714年）を記念して名付けられたと言われている。一方、ニカラグア東岸、モスキート海岸(en:Mosquito Coast)沖のセント・アンドレアス島（st Andreas、サンアンドレス島）の住民の名に因んでサン・アンドロスと呼ばれた、との説もある。
19世紀にヘンリー・モーガンを始めとする海賊が島を占領した。また1821年、フロリダから奴隷（マルーン）がこの島に逃げて住み着き、それ以前の17世紀頃にはフロリダのアメリカ先住民セミノール族もカヌーでアンドロス島に住み着いている。